# اللغة الأردية

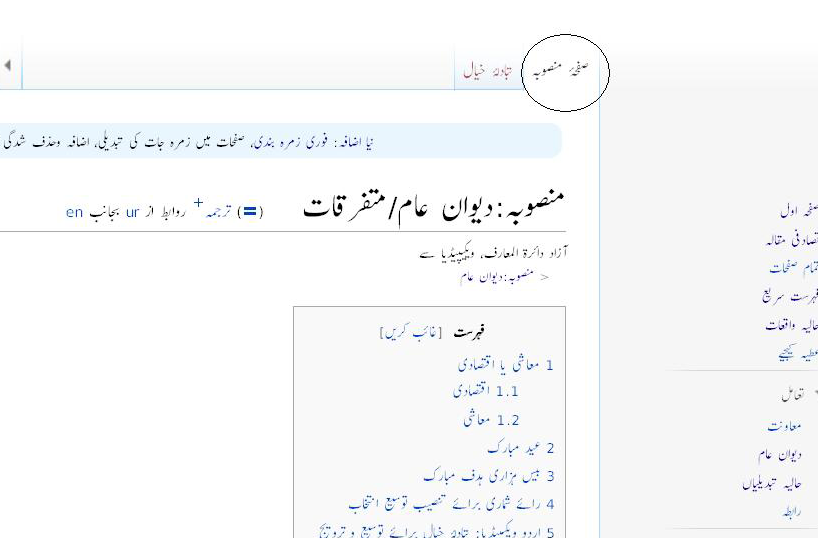
لقطة شاشة من صفحة نقاش على موسوعة ويكيبيديا أردو

اللغة الأردية أو الأوردية أو الأوردوية لغة هندية آرية من فرع اللغات الهندية الإيرانية، تنتمي إلى عائلة اللغات الهندية الأوروبية. هي اللغة الرسمية في باكستان، وتعد واحدة من 22 لغة في الهند وهي لغة رسمية في خمس ولايات هندية. تطورت مفرداتها من اللغة السنسكريتية والفارسية والعربية والتركية والبشتونية. وفي العصر الحديث، تأثرت الأردية بمفردات اللغة الإنجليزية بدرجة كبيرة نتيجة الاستعمار البريطاني للهند. كان أساس تطور اللغة الأردية في غرب ولاية أوتار براديش الهندية التي تعد مقر اللغة الهندوستانية الرئيسي. تبلورت اللغة الأردية في عهد سلطنة دلهي التي قامت على يد محمد غور. وقد قامت قبل النهوض الجديد وهي إمبراطورية مغول الهند (1526–1858) بدور فعال في تشكيل اللغة في جنوب آسيا.
اللغة الأردية تعتبر وسيلة للاتصال بين مختلف الناس من مقاطعات ومناطق في شتى أنحاء باكستان. وتربط الوشائج التاريخية عددًا هائلًا من اللاجئين الأفغان الذين نزحوا باتجاه باكستان، مما ساعد ذلك الأفغان على فهم مجمل اللغة الأردية والتحدث بها نطقاً وكتابة.
يعتقد أن كلمة الأردو جاءت من اللغة التركية أو المنغولية وتعني كلمة 'أردو' معسكر الجيش، وتسمى اللغة الأردية ((زبان اردو معله)) أي لغة الجيش الرفيعة، وعند الترك سوق المعسكر أي اردو بازار الذي يقع بالقرب من لال قلعة القلعة الحمراء في دلهي القديمة.

## المتكلمين والتوزيع الجغرافي

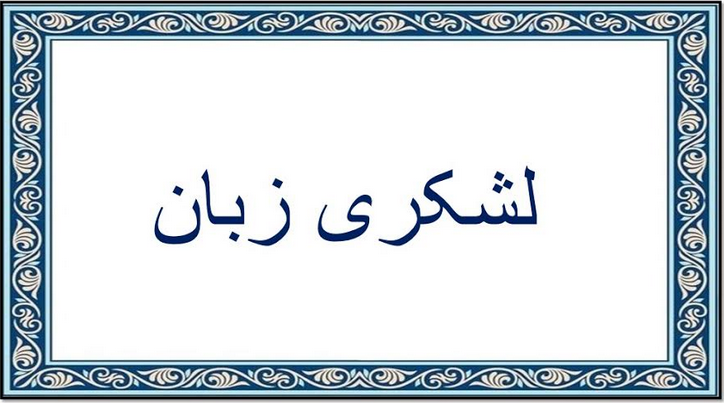
عنوان "لغة العشكري" بأبجدية النستعليق

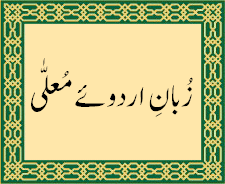
عبارة زبان الاوردية ه المعلا ("إن لغة المخيم تعالى") مكتوبة في Nasta ʿ līq النصي.

هناك ما بين 60 إلى 80 مليون من الناطقين باللغة الأوردية القياسية (خارى بولي). وفقا للغات العالم سل (بيانات عام 1999)، الأوردو أردو / الهندية هي خامس لغة متحدثة في العالم. وفقا لجورج ويبر المادة الأعلى لغات في العالم 10 ومعظم اللغات تأثيرا في لغة اليوم، الهندية/ الأوردية هي رابع أكبر لغة متحدثة في العالم، مع 4.7% من سكان العالم، بعد المندرينية، اللغة الإنجليزية، والأسبانية.
بسبب التفاعل مع اللغات الأخرى، لغة الأوردو أصبحت مترجمة أينما كانت ومتحدث بها، بما في ذلك باكستان نفسها. الأردية في باكستان شهدت تغيرات مؤخراً وأدرجت العديد من الكلمات المستعارة من اللغات مثل البشتون الباكستانيين والبنجابيةوالسندية السماح للغة المتكلمين في باكستان وتمييز أنفسهم بسهولة أكثر، وإعطاء اللغة نكهة الباكستانية. وبالمثل، الأوردو تحدث في الهند يمكن أيضاً أن تكون متميزة في العديد من اللهجات مثل داخني (ديكان) في جنوب الهند، وخاريبولي من منطقة البنجاب منذ الآونة الأخيرة. بسبب تشابه الأوردو والهندية، المتكلمين من اللغتين يمكن عادة أن يفهم بعضهم بعضاً على مستوى أساسي، إذ امتنع كلا الجانبين عن استخدام المفردات المتخصصة. بعض اللغويون يعولون عليها باعتبارها جزءاً من نظام نفس اللغة.، ويؤكدون أنهم يعتبرونهما لغتين مختلفتين لأسباب اجتماعية وسياسية.
تعلم كلغة ثانية أو ثالثة. ما يقرب من 93٪ من سكان باكستان لديها لغتهم الأم غير اللغة الأردية. على الرغم من هذا، وقد تم اختيار الأوردو كعلامة على وحدة وطنية وكلغة مشتركة حتى لا يعطى تفضيل لأي لغة باكستانية أخرى. ومن ثم تتحدث الأوردية وتفهم من جانب الغالبية العظمى في شكل أو آخر، بما في ذلك أغلبية من سكان المناطق الحضرية في مدن مثل كراتشي ولاهور وراولبندي وإسلام آباد وأبوت، فيصل آباد وحيدر آباد وبيشاور وكويته وسرغودها وهي لغة مكتوبة، ومنطوقة ومستخدمه في جميع (مقاطعات/ أقاليم باكستان) على الرغم من حقيقة أن الناس من محافظات مختلفة قد يكون مختلف لغات السكان الأصليين، اعتباراً من حقيقة أنه هو «قاعدة» لغة البلد. لهذا السبب، أنها تدرس كمادة إلزامية في المدرسة الثانوية في النظامين الإنجليزي والأوردو المدارس المتوسطة. هذا قد أنتج الملايين من المتحدثين بالأردية من الناس الذين لغتهم الأم هي واحدة من لغات الدولة في باكستان مثل البنجابية وباشتون والسندية والبلوشية، وبوتهواري وهندكوان وبهاري، سرائيكية، براهوية لكنهم يستطيعون القراءة والكتابة فقط أردو. لقد استوعبت الكثير من الكلمات من اللغات الإقليمية في باكستان. هذا الاختلاف في الأردية يشار إليه أحيانا الأوردو الباكستانية. ذلك في حين أن معظم السكان مُلمّين باللغة الأوردية، هو اللغة الأم لما يقدر ب7٪ من السكان، معظمهم من المهاجرين المسلمين (المعروفة باسم مهاجر في باكستان) من مناطق مختلفة من جنوب آسيا (الهند وبورما وبنغلادش إلخ.). اللغات الإقليمية تتأثر أيضا بالمفردات الأوردية. هناك الملايين من الباكستانيين الذين لغتهم الأم ليست لغة الأوردو، ولكن نظرا لأنهم درسوا في المدارس المتوسطة الأوردو، يمكنهم القراءة والكتابة الأوردو مع لغتهم الأم. معظم ما يقرب من خمسة ملايين لاجئ أفغاني من أصول عرقية مختلفة (مثل البشتون وطاجيك وأوزبك وهازارفي، والتركمان) الذين بقوا في باكستان لأكثر من خمسة وعشرين عاما قد أصبحوا يتحدثون اللغة الأردية في طلاقة. مع مثل هذا العدد الكبير من الناس الذين يتحدثوا اللغة الأردية، اللغة في السنوات الأخيرة اكتسبت نكهة غريبة باكستانية تمييزه عن الأردية التي يتحدث بها وتنويع الناطقين بلغة أبعد من ذلك.
وهناك عدد كبير من الصحف تنشر باللغة الأردية في باكستان، بما في ذلك جانج اليومية، ناوا، وقت، ميلات، ضمن أشياء أخرى كثيرة (انظر قائمة للصحف في باكستان.
في الهند، الأوردو يتحدث بها في الأماكن التي توجد فيها أقليات مسلمة كبيرة أو المدن التي كانت قواعد الامبراطوريات المسلمة في الماضي. وهذه تشمل أجزاء من ولاية أوتار براديتش، وتشمل مجالات الدولة السابقة حيدر آباد ومدن وهي لكناو)، ودلهي، مراد آباد، بيجنور، رامبور، عليكرة، بوبال وحيدر آباد وبنغالور وكالكوتا وميسور وباتنا وأورنك آباد وجولبارجا، نانديد، بيدار، أجمر، أحمد آباد. بعض المدارس الهندية تعلم الأوردو كلغة أولى ولهم منهج دراسي والامتحانات خاصة بهم. المدارس الإسلامية الهندية أيضا تدرس اللغة العربية وكذلك الأردية. الهند لديها أكثر من 3،000 من المنشورات الأوردية بما في ذلك 405 من الصحف اليومية. الصحف مثل الصحراء الأوردو، سالار اليومية، هندوستان اكسبريس، ديلي باسبان، سياسات اليومية، وكتبت صحيفة ديلي انكيلاب وتنشر وتوزع في بنغالور، ميسور، حيدر أباد، ومومباي (انظر قائمة الصحف في الهند.
خارج جنوب آسيا، يتحدث بها أعداد كبيرة من العمال المهاجرين في جنوب آسيا في المراكز الحضرية الكبرى من بلدان الخليج العربي والمملكة العربية السعودية. الأوردو يتحدث بها أيضا أعداد كبيرة من المهاجرين وأبنائهم في المراكز الحضرية الكبرى في المملكة المتحدة والولايات المتحدة وكندا وألمانيا، والنرويج، وأستراليا. جنباً إلى جنب مع اللغة العربية، لغة الأوردو هي من بين لغات المهاجرين المتحدثين في كتالونيا.
البلدان التي تضم أعدادا كبيرة من المتحدثين الأوردو الأصلي:
| الدولة                     | عدد المتحدثين | كما سنويا    | ٪ من مجموع السكان | المرجع/ مذكرة |
| الهند                      | 51.536.111    | 2001         | 58.2 ٪            | [ 11 ]        |
| باكستان                    | 38.765.000    | 2001         | 44.2 ٪            | ،             |
| المملكة المتحدة            | 400،000 +     | تقديرات 2001 |                   | [ 14 ]        |
| بنغلاديش                   | 50.000        |              | 0.06 ٪            | [ 15 ]        |
| الإمارات العربية المتحدة   | 600.000       |              | 0.7 %             |               |
| المملكة العربية السعودية   | 382.000       |              | 0.43 ٪            | [ 16 ]        |
| الولايات المتحدة الأمريكية | 350.000       |              | 0.1 ٪             |               |
| أفغانستان                  | 320.000       |              | 0.8 ٪             |               |
| كندا                       | 156.415       | 2006         | 0.5 ٪             | [ 17 ]        |
| عُمان                       | 90.000        |              | 2.8 ٪             |               |
| البحرين                    | 80.000        |              | %11.3             |               |
| موريشيوس                   | 74.000        |              | 5.6 ٪             |               |
| قطر                        | 70.000        |              | 8 ٪               |               |
| ألمانيا                    | 50.000        |              |                   |               |
| كوبا                       | 10,000        |              |                   |               |
| النرويج                    | 27.700        | 2006         |                   | [ 18 ]        |
| فرنسا                      | 20,000        |              |                   |               |
| إسبانيا (كاتالونيا)        | 18.000        | 2004         |                   | [ 19 ]        |
| السويد                     | 10.000        | 2001         |                   | [ 20 ]        |
| إجمالي العالم              | 88.459.578    |              |                   | [ 21 ]        |

## الوضع الرسمي للغة
الأردية هي لغة وطنية واحدة من اللغتين الرسميتين (قومي زبان) من باكستان، والأخرى الإنجليزية، وتتكلم وتفهم في جميع أنحاء البلاد، في حين أن الدولة من قبل لغات الدولة (اللغات التي يتحدث بها في جميع أنحاء المناطق المختلفة) هي لغات المقاطعة. فهو يستخدم في التعليم والأدب والمكتبية والمحكمة التجارية. انها تحمل في حد ذاتها مستودعا للتراث الثقافي والاجتماعي للبلد. على الرغم من أن اللغة الإنجليزية هي المستخدمة في معظم دوائر النخبة، و البنجابية اها عدد وافر من الناطقين بها، فان لغة الأوردو هي اللغة المشتركة في باكستان.
الأردية هي أيضا واحدة من اللغات المعترف بها رسميا في الهند ، ووضع اللغة الرسمية في ولايات هندية في ولاية اندرا براديش وبيهار  جامو وكشمير، وأوتار براديش، والعاصمة الوطنية، نيودلهي.
أهمية الأردية في العالم الإسلامي واضحة في المدن المقدسة مثل مكة المكرمة والمدينة المنورة في المملكة العربية السعودية، حيث أن معظم الافتات الإعلامية مكتوبة بالعربية والإنجليزية والاوردو، وأحيانا بلغات أخرى. على الرغم من كونها لغة وطنية في باكستان، فإنه ليس من السكان الأصليين للبلاد، ولكن عرضه الناطقين باللغة الاردية المهاجرين القادمين من الهند. الأردية لم تكن كلغة أصلية في المنطقة التي من شأنها أن تصبح باكستان قبل تقسيم الهند، على الرغم من أنها كانت تدرس كلغة أدبية.

## اللهجات
للأوردو أربع لهجات معترف بها : داخني، بينجاري، ريكتا، والأوردو العامية الحديثة (استنادا إلى لهجة خاريبولي منطقة دلهي). تعتبر سوسيلينجوست أيضا أن لغة الأوردو نفسها واحدا من الخيارات الأربعة الرئيسية كلهجة المحلية للتواصل الهندية -الأوردية.
داخني (المعروف أيضا باسم داكاني، ديكاني ،ديسيا، ميرجان
) تتحدث بها منطقة ديكان في جنوب الهند. ويميزها انها خليط من المفردات من اللغة المهاراتية والتيلوجو، فضلا عن بعض المفردات من العربية والفارسية والتركية التي لا توجد في لهجة قياسية للغة الأوردو. من حيث اللفظ، وأسهل طريقة للتعرف على أبناء المنطقة هي من نطق الحرف «ق» (ق) كما «خ» (خ). داخني يتحدث بها على نطاق واسع جميع أنحاء ولاية مهاراشترا، وكارناتاكا وأندرا براديش والتاميل نادو. الأوردو لغة مقروئة ومكتوبة كما هو الحال في أجزاء أخرى من الهند. وهناك عدد من الصحف اليومية وعدة مجلات شهرية باللغة الأردية وتنشر في هذه الدول.
البديل الباكستاني من اللغة المنطوقة في كراتشي ولاهور ؛ يصبح المتعارضة على نحو متزايد من النموذج الأصلي للالأوردو حيث استوعبت العديد من الكلمات المستعارة والأمثال وعلم الأصوات من لغات السكان الأصليين باكستانيون مثل الباشتو، بنجابي، والسندية
بالإضافة إلى ذلك، ريختا (أو ريختي)، لغة الأوردو للشعر، أحيانا تعد كلهجة منفصلة.

## مستويات شكلية
الأوردو تسجل علي انها أقل رسمية ويشار إليها ريختا (ريختہ، [re:xt̪a:]، ومعناها «الخليط الخام». لغة الأوردو المسجلة وأكثر رسمية هي التي يشار إليها أحيانا زبان - الاوردية - مواللا  (زبان اردو معلہ، [zəba:n e: ʊrd̪u: e: moəlla:]، ولغة «الجند والمحكمة».
تعليل للفظ أو إتيمولوجيا للكلمة المستخدمة في اللغة الأوردية بالنسبة للجزء الأكبر يقرر كيف هو خطابك مهذب أو مكرر. على سبيل المثال، المتحدثين بالأردية يميزوا بين پاني بانى وآب، الاثنين على حد سواء بمعنى «الماء» على سبيل المثال، أو بين آدمي ادمي  ومارد مرد، بمعنى «الرجل». الطريقة في كل مجموعة تستخدم بالعامية، ولها أصول قديمة في الهندوستانية، في حين أن هذا الأخير يستخدم رسميا وشعريا، ويجري من الأصل الفارسي.
إذا كانت كلمة واحدة في الأصل من اللغة العربية أو الفارسية، يعتبر مستوى الخطاب أكثر رسمية وعظيم. وبالمثل، إذا كانت قواعد اللغة العربية أو الفارسية، مثل اذافات، تستخدم في لغة الأوردو، يعتبر مستوى الخطاب أيضا أكثر رسمية وعظيم. إذا كانت كلمة واحدة موروثة من السنسكريتية، يعتبر مستوى الخطاب أكثر عامية وشخصية.
هذا التمييز له تشابهات كالانقسام بين الكلمات من أصل الفرنسية أو الإنجليزية القديمة بينما يتحدث الإنجليزية.

### أداب
الأوردو من المفترض أن يكون لغة دقيقة والمصقولة، بمجموعة من الكلمات المستخدمة في ذلك لاظهار الاحترام والأدب. هذا التركيز على الاداب، هو ما انعكس في المفردات، وكما هو معروف الأدب وإلى البعض تاكلف بلغة الأوردو. هذه الكلمات، تستخدم عادة عند محادثة كبار السن، أو الشخص مع واحد لا يعرفه. على سبيل المثال ،الضمير بالإنجليزية 'أنت ' يمكن أن يترجم إلى ثلاث كلمات باللغة الأوردية الشكل المفرد تو (ازدرائي) و توم (غير الرسمية والتي تبين مودة يسمى «آبنا عموم» بلغة الأوردو)، وبصيغة الجمع أب  (الرسمية والمحترمة). وبالمثل، الأفعال، على سبيل المثال، «يأتي ،» يمكن أن تترجم مع درجات وأشكال في أربع طرق :
1. آ ئے گا ايجاا (رسمي بشكل ممتاز جدا ومحترم)
2. آ ئے ايي [a:ɪje] أو آ ئيں ن أي [a:ẽ:] (الرسمية ومحترمة)
3. آ و أو [a:o] (وثيقة غير رسمية مع أقل درجة)
4. آ اية [a:] (مهينة للغاية وغير رسمية).

## المفردات
الأوردو لديها مفردات غنية في الكلمات مع أصول الهندية والشرق الأوسط. قاعدة لغة الهندية قد أغنت عن طريق الاقتراض من الفارسية والعربية.  وهناك أيضا عدد صغير من الاقتراض من اللغة البرتغالية ،التركية، ومؤخرا الإنجليزية. الكثير من الكلمات ذات الأصل العربي لها ظلال مختلفة من المعنى والاستخدام مما هي عليه في اللغة العربية. كلمات أخرى لها بالضبط نفس النطق والهجاء، والمعنى. على سبيل المثال، عبارة «سؤال» (بمعني. «السؤال») و«الجواب» (بمعني. «الإجابة») هي ذاتها تماما في كل من الأردية والعربية.

## نظام الكتابة

### النص الفارسي
الأوردو تكتب من اليمين إلى اليسار في امتدادا من الأبجدية الفارسية، والذي هو في حد ذاته امتدادا للأبجدية العربية. الأوردو يرتبط  بالتعليق النصي نمط من الخط العربي، في حين أن اللغة العربية في العموم مكتوبة في تحديث أسلوب النسخ. التعليق  أمر بالغ الصعوبة للكتابة على الآلة الكاتبة، لذلك الصحف الأوردية تكتب بخط يد أساتذة في فن الخط، المعروفين باسم خطيب أو خوش - نافيس ، حتى أواخر 1980

### النص كايثي
الأردية أيضا تكتب بالخط كايثي. وهناك درجة عالية من شكل البرسياني والتقنية من الأوردو كانت
لغة مشتركة فرنسية لمحاكم القانون للإدارة البريطانية في ولاية البنغال، بيهار، والمقاطعات الشمالية الغربية وعود. حتى أواخر القرن 19th، جميع الإجراءات والمعاملات المحكمة في هذا السجل من الأوردو رسميا كانت مكتوبة باللغة الفارسية. في عام 1880، ألغي سير اشلي عدن، نائب حاكم ولاية البنغال استخدام الأبجدية الفارسية في محاكم القانون البنغال وبيهار وأمر بالاستخدام الحصري للكايثي، كنص شعبي يستخدم لكلا من الاوردية والهندية  الجمعيات الكايثي مع الأوردية والهندية تم التخلص في نهاية المطاف من المنافسة السياسية بين هذه اللغات ونصوصهم، في السيناريو الفارسي الذي كان نهائيا مرتبط بالأوردو.

### النص الديفاناجارى
في الآونة الأخيرة في الهند، المتكلمين بالأوردو قد اعتمدوا ديفاناغاري لنشر الدوريات الأوردية وقد ابتكروا استراتيجيات جديدة ليعلموا الأوردو في ديفاناغاري بوصفها متميزة عن الهندية في ديفاناغاري. المجلة الشهرية الشعبية الأوردية، महकता आंचल (ماهاكتا انتشال)، يتم نشرها في دلهي بديفاناغاري من أجل استهداف جيل مسلم من الفتيان والفتيات الذين لا يعرفون اللغة الفارسي. الناشرين قد أدخلوا هذه الميزات الجديدة في تهجئة ديفاناغاري لغرض تمثيل الأصوات الأوردية. مثال واحد هو استخدام अ (ديفاناغاري أ) مع وجود علامات مصوت لمحاكاة سياقات ع (عين) إلى الناشرين الأوردو، استخدام ديفاناغاري يعطيهما جمهور أكبر، ويساعدهم على الحفاظ على الهوية المتميزة للالأوردو عندما كتبت في ديفاناغاري.

### النص الروماني
الأوردية أحيانا تكتب في النص الروماني الأوردو الروماني قد استخدم منذ أيام الحكم البريطاني، وذلك جزئيا نتيجة لتوافر وانخفاض تكلفة الكتابة الروماني النوع المنقول عن المطابع. استخدام لغة الأوردو الروماني كان شائعا في سياقات مثل تسمية المنتج. اليوم هو استعاد شعبيته بين المستخدمين في الرسائل النصية وخدمات الإنترنت وتقوم بتطوير بأسلوبها الخاص والاتفاقيات. حبيب ر. سوليماني يقول : "إن الجيل الأصغر من الناطقين باللغة الاردية الناس في أنحاء العالم، وخصوصا باكستان، يستخدم لغة الأوردو الروماني على شبكة الإنترنت، وأصبح من الضروري بالنسبة لهم، لأنهم يستخدمون الإنترنت واللغة الإنجليزية هي لغتها. عادة، يمكن بهذا المعنى، فإن أي شخص من إسلام اباد في باكستان الدردشة مع آخر في دلهي في الهند على شبكة الإنترنت فقط باللغة الرومانية الأوردو.  الاثنين يتكلمون نفس اللغة ولكن بنصوص مختلفة.  وعلاوة على ذلك، فإن الجيل الأصغر من أولئك الذين هم من المدارس المتوسطة الإنجليزية أو استقر في الغرب، يمكن أن يتكلم لغة الأوردو ولكن لا يمكن الكتابة بطريقة الكتابة العربية التقليدية، وبالتالي الروماني الأوردو هو نعمة لهذا الشعب. الروماني الأوردو يحمل أيضا مغزى بين المسيحيين في باكستان وشمال الهند الأوردو هو اللغة السائدة بين السكان الأصليين من المسيحيين من كراتشي ولاهور في الوقت الحاضر باكستان ومادهيا براديش وراجستان ولاية اوتار براديش في الهند، خلال الجزء المبكر من القرن التاسع عشر والعشرين، لا يزال يستخدم من قبل المسيحيين في هذه الأماكن. الباكستانيون والهنود المسيحيين كثيرا ما يستخدموا الروماني في كتابة النصوص. وبالتالي الروماني الأوردو كان وسيلة مشتركة للكتابة بين المسيحيين الباكستانيين والهنود في هذه المناطق تصل إلى 1960. جمعية الكتاب المقدس في الهند تنشر الاناجيل الروماني الأوردو والتي تتمتع بالبيع في اواخر 1960 (رغم أنها لا تزال تنشر اليوم). ترانيم الكنيسة أيضا مشتركة في الرومانية الأوردو. ومع ذلك، فإن استخدام الروماني الأوردو يتناقص مع التوسع في استخدام اللغة الهندية والإنجليزية في تلك الدول.
هناك قائمة من الأبجدية الأوردية والنطق ترد أدناه. الأوردو تحتفظ بهجاء الكلمات العربية والفارسية، وبالتالي لديه العديد من المخالفات. والحروف العربية  ياء وهاء منقسمون إلى قسمين في اللغة الأردية : واحد من الخيارين الياء يستخدم في نهايات الكلمات للصوت [i]، واحدة من متغيرات هاء يستخدم للدلالة على الحروف الساكنة يستنشق. الحروف الساكنة الارتدادية في حاجة إلى أن تضاف كذلك، وهذا تم انجازه من خلال وضع ط مكان (تو ي) أعلا تتفق المقابلة الأسنان رسائل عدة والتي تمثل الساكنة متميزة في اللغة العربية هي خلط باللغة الفارسية، وهذا تم ترحيلها إلى الأوردو. لغة وطنية في سلطة الحكومة الباكستانية بوضع اللمسات الأخيرة على قائمة وجمع ترتيب الحروف الأوردو.
| الحرف   | اسم الحرف  | فونيمي التمثيل (في الأبجدية الصوتية الدولية                                                               |
| ------- | ---------- | --- |
| ا       | الألف      | /ɪ/, /ʊ/, /ə/, /ɑ/ تبعا للعلامات إعرابية                                                                  |
| ب       | بي         | /b/ |
| پ       | بي         | /p/ |
| ت       | تي         | /t̪/ (الأسنان)                                                                                             |
| ٹ       | ṭe         | /ʈ/ بتحريك اللسان                                                                                         |
| ث       | سي         | /s/ |
| ج       | جيم        | /dʒ/ |
| چ       | س          | /tʃ/ |
| ح       | baṛī he    | /h/ |
| خ       | خ          | /x/ |
| د       | الدال      | /d̪/ (من الأسنان)                                                                                          |
| ڈ       | ḍāl        | /ɖ/ (اللسان)                                                                                              |
| ذ       | ذال        | /z/ |
| ر       | ري         | /r/ |
| ڑ       | ṛe         | /ɽ/ (رفرف اللسان)                                                                                         |
| ز       | زي         | /z/ |
| ژ       | زهي        | /ʒ/ |
| س       | سين        | /s/ |
| ش       | شين        | /ʃ/ |
| ص       | صاد        | /s/ |
| ض       | ضاد        | /z/ |
| ط       | طاه        | /t/ (من الأسنان)                                                                                          |
| ظ       | ظاه        | /z/ |
| ع       | عين        | /ɑ/ بعد حرف ساكن، وإلا /ʔ/، /ə/، أو التزام الصمت.                                                         |
| غ       | غين        | /ɣ/ |
| ف       | فاء        | /f/ |
| ق       | قاف        | /q/ |
| ک       | كاف        | /k/ |
| گ       | جاف        | /ɡ/ |
| ل       | لام        | /l/ |
| م       | ميم        | /m/ |
| ن       | نون        | /n/ أو عن طريق الأنف مصوت                                                                                 |
| و       | واو        | /v/, /u/, /ʊ/, /o/, /ow/                                                                                  |
| ہ, ہ, ہ | choṭī he   | /ɑ/ في نهاية كلمة واحدة، على خلاف ذلك /h/ أو صامت                                                         |
| ھ       | انه لا هاء | يشير إلى أن تتفق السابقة هو أن يستنشق /pʰ/, /t̪ʰ/, /ʈʰ/, /tʃʰ/, /kʰ/ أو غمغم /bʱ/, /d̪ʱ/, /ɖʱ/, /dʒʱ/, /ɡʱ/ |
| ء       | الهمزة     | /ʔ/ أو صامت                                                                                               |
| ی       | choṭī ye   | /j/, /i/, /e/, /ɛ/                                                                                        |
| ے       | baṛī ye    | /e:/ |

## الترجمة للغة الأوردو
عادة، الترجمات الحرفية المجردة من الأردو إلى الروماني حذفت الكثير من فونيمي العناصر التي ليس لها ما يعادلها في اللغات الإنجليزية أو غيرها من عادة مكتوبة في الأبجدية اللاتينية. وتجدر الإشارة إلى أن وجود نظام شامل برز مع اخطارات محددة للدلالة على الأصوات غير الإنجليزية، إلا أنها لا يمكن إلا أن تقرأ بشكل صحيح من قبل شخص على دراية الأوردية والفارسية، أو اللغة العربية لمثل هذه الحروف : ژ خ غ ط ص أو ق والهندية لمثل هذه الحروف ڑ هذا النص يمكن العثور عليه على شبكة الإنترنت، وأنها تسمح للمواطنين الذين يفهمون اللغة ولكن من دون معرفة أشكال الكتابة على التواصل مع بعضهم البعض.

### أمثلة
| العربية                   | الأوردية                    | الترجمة صوتية               | ملاحظات                                                  |
| ------------------------- | --------------------------- | --------------------------- | -------------------------------------------------------- |
| السلام عليكم              | السلام عليكم                | assalāmu ‘alaikum           | بمعني. "السلام عليكم". (بالعربية)                        |
| وعليكم السلام             | وعليكم السلام               | waˈalaikum assalām          | بمعنى. "وعليكم السلام". ردا assalāmu ‘alaikum (بالعربية) |
| مرحبا                     | آداب (عرض)ہے                | ādāb (arz hai)              | بمعنى. "تمنيات (التعبير)"، تحية رسمية للغاية العلمانية   |
| مع السلامة                | خدا حافظ                    | khuda hāfiz                 | بمعنى. "بحفظ الله" (عن الفارسية).                        |
| ايوة                      | ہاں                         | hān                         | عامية                                                    |
| نعم                       | جي                          | jī                          | رسمي                                                     |
| افندم                     | جي ہاں                      | jī hān                      | رسمية جدا                                                |
| لأة                       | نہ                          | nā                          | عامية (قديمة—لم تعد تستخدم في الكلام)                    |
| لا                        | نہيں، جي نہيں               | nahīn, jī nahīn             | عامية ؛ jī nahīn رسمية                                   |
| من فضلك                   | مہرباني                     | meharbānī                   | بمعني. "لطفا" وتستخدم أيضا من أجل "شكرا"                 |
| شكرا لك                   | شكريہ                       | shukrīā                     | من العربية شكرا                                          |
| يرجى الدخول               | تشريف لائيے                 | tashrīf laīe                | بمعني. "شرفنا"                                           |
| يرجى الجلوس               | تشريف ركهيئے                | tashrīf rakhīe              | بمعني. "شرفنا"                                           |
| يسعدني أن ألتقي بكم       | اپ سے مل كر خوشي ہوئي       | āp se mil kar khushī hūyī   |                                                          |
| هل تتحدث الإنجليزية؟      | كيا اپ انگريزي بولتے ہيں؟   | kya āp angrezī bolte hain?  | بمعني. "هل تتكلم الإنجليزية؟"                            |
| أنا لا أتكلم لغة الأوردو. | ميں اردو نہيں بولتا / بولتي | main urdū nahīn boltā/boltī | بولتا هو المذكر، بولتي مؤنث                              |
| اسمي...............       | ميرا نام... ہے              | merā nām.... hai            |                                                          |
| أي طريق يوصل الي لاهور؟   | لاهور كس طرف ہے؟            | lāhaur kis taraf hai?       |                                                          |
| أين هو لكناو؟             | لكهنؤ كہاں ہے؟              | Lakhnau kahān hai           |                                                          |
| الأوردو لغة جيدة.         | اردو اچهي زبان ہے           | urdū achhī zabān hai        | بمعني. "الأوردو هي لغة جيدة"                             |

### نموذج نص
وفيما يلي نموذج نص في zabān-e urdū-e muʻallā (الأوردو الرسمي)، من المادة 1 من الإعلان العالمي لحقوق الإنسان (من جانب الأمم المتحدة) :

#### نستعليق النص (المستخدمة في باكستان والهند)
دفعہ 1: تمام إنسان آزاد اور حقوق وعزت کے اعتبار سے برابر پیدا ہوۓ ہیں۔ انہیں ضمیر اور عقل ودیعت ہوئی ہی۔ اسلۓ انہیں ایک دوسرے کے ساتھ بھائی چارے کا سلوک کرنا چاہیۓ۔

#### الحروف (علاء - قانون العمل)
Dafʻah 1: Tamām insān āzād aur ḥuqūq o ʻizzat ke iʻtibār se barābar paidā hu’e haiṇ. Unheṇ zamīr aur ʻaql wadīʻat hu’ī he. Isli’e unheṇ ek dūsre ke sāth bhā’ī chāre kā sulūk karnā chāhi’e

#### اصد النسخ
d̪əfa ek: t̪əmam ɪnsan azad̪ ɔɾ hʊquq o ʔizət̪ ke ɪʔt̪ɪbaɾ se bəɾabəɾ pɛda hʊe hẽ. ʊnʱẽ zəmiɾ ɔɾ ʔəqəl ʋədiət̪ hʊi he. ɪslɪe ʊnʱẽ ek d̪usɾe ke sat̪ʰ bʱai tʃaɾe ka sʊluk kəɾna tʃahɪe

#### تعليق(كلمة مقابل كلمة)
المادة 1 : كل البشر الحرة [،] وحقوق وكرامة * (' النظر عن المساواة ولدت. لهم هبوا العقل والضمير هو. ولذلك، فهي واحدة أخرى * (' مع الأخوة * (' العلاج يجب أن تفعل.

#### الترجمة (النحوية)
المادة 1 : جميع البشر يولدون أحرارا ومتساوين في الكرامة والحقوق. وقد وهبوا العقل والوجدان. لذا، ينبغي أن يعاملوا بعضهم بعضا بروح الإخاء.
ملاحظة : * () يمثل حالة التملك الذي يكتب مسبوقا من قبل المالك وتليها يمتلك، على عكس الإنجليزية' ل '.

## الأدب
الأوردو أصبحت اللغة الأدبية في القرون الأخيرة، الفارسية والعربية كانت سابقا في اختيار التعابير من أجل المواضيع «الرفيعة». ولكن، على الرغم من التنمية في وقت متأخر نسبيا ،أدب الأوردو تفتخر المعترف بها للعالم وبعض الفنانين والفنانات والإحضار كبيرة.

### النثر

#### ديني
الأوردو يحمل أكبر مجموعة من الأعمال في الأدب الإسلامي والشريعة بعد العربية والفارسية. وتشمل هذه ترجمة وتفسير القرآن، والتعليق على الحديث، الفقه والتاريخ والقيم الروحية، والتصوف والميتافيزيقيا. هناك عدد كبير من النصوص الكلاسيكية من العربية والفارسية، تمت ترجمتها إلى اللغة الأردية، وهي منشورة بأثمان رخيصة نسبيا، جنبا إلى جنب مع استخدام لغة الأوردو كلغة مشتركة بين المسلمين في جنوب آسيا.

#### أدبية
النثر العلماني يشمل جميع الفئات المعروفة على نطاق واسع القصص الخيالية وغير الخيالية، للفصل في الأساليب.
وداستان، أو حكاية، قصة تقليدية التي يكون لها العديد من الشخصيات المعقدة والتآمر. هذا لم يعد معمولا به الآن.
افسانا، أو قصة قصيرة، أفضل الأنواع المعروفة من الخيال الأوردو. والكتاب المعروفين افسانا، أو افسانا نيجار ، في الأوردو هي مونشي بريمتشاند، سعدات حسن مانتو، كريشان شاندر،
كراتولاين هايدر(قرة العين حيدر)، عصمت تشوغتاي، بهوبيندرا ناث كوشيك "الفكر"، وغلام عباس، بانو قودسيا وأحمد نديم القاسمي. مونشي بريمتشاند، أصبح معروفا بوصفه رائدا في افسانا، وإن كان البعض يرى أنه من الناحية الفنية لم يكن الأول من نوعها وان السير روس مسعود سبق أن كتب العديد من القصص القصيرة باللغة الأردية.
الروايات لها اشكال وانوع، في تقليد للرواية الإنجليزية.
أنواع أخرى تشمل سافماما (روايات السفر) ، مازمون  (مقال)، سارجوزيشت  (حساب / السرد)، انشايا (مقال ساخر)، موراسيلا  (التحرير)، و
خود ناويسهت (سيرة ذاتية).

### الشعر
الأوردو كانت واحدة من الغات الرئيسية من الشعر في جنوب آسيا لقرنين من الزمان، وقد وضعت تقاليد عريقة في مجموعة متنوعة من أنواع الفن الشعري. و'غزال' باللغة الأوردية ويمثل النموذج الأكثر ذاتية وشعبية للموسيقى والشعر، في حين أن 'نظم مثالا على نوع الهدف، وغالبا المخصصة للسرد، وصفي، أو أغراض تعليمية الساخرة. تحت رئاسة واسعة من النظم يمكن أن تشمل أيضا الأشكال الكلاسيكية للقصائد معروفة من قبل بأسماء معينة مثل 'المثنوي' (من قصيدة طويلة في سرد ناظم كوبلت على أي موضوع : رومانسية أو دينية أو تعليمية)، 'مارسيا' (وهي رثاء تقليديا يهدف إلى إحياء ذكرى استشهاد الإمام الحسين بن علي حفيد النبي محمد (ص)، ورفاقه في كربلاء) الشهيرة، أو 'قصيدة' (المدح كتبت في مدح الملك أو أحد النبلاء)، لجميع هذه القصائد موضوع وحيد رئيسا، وخلصت منطقيا المتقدمة. ومع ذلك، فإن هذه الأنواع الشعرية القديمة لها هالة حول العالم على هذا الموضوع والأسلوب، وتختلف عن ناظيم الحديثة، من المفترض أن يدخل حيز رواج في الجزء الأخير من القرن التاسع عشر.
على الارجح الأكثر يتلى على نطاق واسع، ويحفظ النوع من الأوردو الشعر المعاصر هو نات - شعر المدح كتبت في مدح النبي محمد. (ص) نات يمكن لأية فئة الرسمي، بل هو الأكثر شيوعا في شكل غزال. اللغة المستخدمة في لغة الأوردو في نطاق نات من العامية بشكل مكثف لدرجة عالية من اللغة الرسمية الشخصية. في أوائل القرن العشرين العلامة العظيم الإمام أحمد رضا خان، الذي كتب العديد من المعروف ناتس باللغة الأردية (جمع أعماله الشعرية هو هادايك - أي - باخشيش)، تجسدت في هذا النطاق غزال من تسعة موشحات (البيت) في الذي يحتوي كل مقطع على نصف سطر كل من العربية والفارسية والأوردو الرسمي، والهندية العامية.ء الشاعر نفسه قدم سلام، قصيدة تحية إلى النبي محمد، والمستمدة من الممارسة غير تقليدية من الخنزير، أو الوقوف، وأثناء المولد، أو الاحتفال بمولد النبي المصطفى رحمات  /، والتي، بسبب يجري يتلى يوم الجمعة في بعض المساجد الأوردو تحدث في جميع أنحاء العالم، هو على الأرجح أكثر تواترا يتلى الأوردو القصائد في العصر الحديث.
نوع آخر مهم من الأوردو النثر هي قصائد احياء ذكرى استشهاد الحسين بن علي سلام الله هسهسة ومعركة كربلاء، تدعي نوحة (نوحہ) ومارسيا. أنيس ودابير  مشهورة في هذا الصدد.

#### المصطلحات
اشعار (اشعار) (الاثنان). وهو يتألف من خطين، ميسرا (مصرعہ) ؛ السطر الأول يسمى ميسرا، ال، اولي  (مصرع اولي) والثانية تدعى 'ميسرا - ال - ثانية (مصرعہ ثاني). كل آية يجسد فكرة واحدة أو موضوع (الغناء) شعر (شعر).

#### الأردية مثالا للشعر
هذا هو غالب الاثنان الشهير والذي يقارن نفسه لسلفه الكبير، وسيد الشعر مير :
|  | ریختا کے تمہی استاد نہیں ہو غالب         |
|  | کہتے ہیں اگلے زمانے میں کوئی میر بھی تھا |

##### الترجمة صوتية
ريختہ كه تمهل استاد ناهل ن ن حو غالب 
كاهت هال ن اجل زمان مي ن كول مير بهي ثا

##### الترجمة
أنت لست السيدالوحيد ريختا *، غالب
يقولون أنه في الماضي كان هناك أيضا شخص يدعى مير.
* ريختا كان اسم اللغة لالأردية / الهندية في أيام غالب، عندما لم تكن التمييز قد قدمت.

## التاريخ
الأوردو تطورت من لغة الهنود الآريين المحلين اللهجة المحلية وذلك جاء تحت تأثير المحاكم الإسلامية التي حكمت جنوب آسيا من القرن الثالث عشر في وقت مبكر. مفردات الهنود الآريين أثراه الاقتراض من العربية والفارسية والتركية والإنجليزية وغيرها من لغات الهنود.
اللغة الرسمية لسلطنة دلهي، وإمبراطورية المغول، والدول الخلف، فضلا عن المثقف من لغة الشعر والأدب، كان الفارسية، في حين أن لغة الدين اللغة العربية. معظم السلطانات ونبل في الفترة التي كانت سلطنة الأتراك من آسيا الوسطى تتكلم بالتركية باعتبارها لغتهم الأم. المغول كانوا أيضا من آسيا الوسطى، كانوا يتحدثون التركية كلغة أولى، ولكن المغول في وقت لاحق اعتمدت الفارسي. الفارسية أصبحت اللغة المفضلة من النخبة المسلمة في شمال الهند قبل دخول المغول الساحة. بابر لغته الأم لغة قريبة من التركية وانه كتب باللغة التركية حصرا. ابنه وخليفته همايون يتحدث وكتب في هذه لغة قريبة من التركية. مظفر علام، وهو عالم شهير مغولي فارسي وهندي وتاريخ، يشير إلى أن الفارسية أصبحت
لغة مشتركة للامبراطورية تحت أكبر للعوامل السياسية والاجتماعية المختلفة، نظرا لعدم وجود ذات طابع طائفي. وتأثير هذه اللغات على ابابهرامساس الهندي أدى إلى العامية التي هي سلف من الأوردو اليوم. من هذه اللهجات العامية تحدث اليوم في المدن في باكستان وبعض الأماكن في جميع أنحاء شمال الهند. مدن ذات تقاليد قوية بشكل خاص من الأوردو دلهي، حيدر آباد، لكناو وكراتشي ولاهور،

## الأردية والهندية
بسبب تطابق وتماثل النحو والمفردات الأساسية تقريبا، معظم اللغويين لا يميزوا بين الاوردية والهندية كلغة مستقلة—على الأقل ليس في إشارة إلى السجلات الرسمية المنطوقة. بالنسبة لهم، الاوردية والهندية العادية الرسمية ينظر إليه على أنها متغيرات من نفس اللغة (الهندوستانية) مع الفارق في أن الأوردو تستكمل مع فارسية - المفردات العربية والهندية والمفردات سنسكريتي. وبالإضافة إلى ذلك، هناك اتفاقية مكتوبة بلغة الأوردو يجري في بيرسيو - الكتابة العربية، والهندية في ديفاناغاري. المعيار، «قواعد النحو» مناسبة لكلتا اللغتين تستند علي نحو خاريبولي—لهجة منطقة دلهي. لذلك، مع الاحترام لقواعد اللغة، اللغة واضحة عندما تتحدث، ويمكن من نفكر انها طريقتين خطية من اللغة نفسها.
الهندوستانية هو الاسم الذي يعطي لهذة اللغة نظرا لأنها تطورت على مدى مئات السنين في جميع أنحاء الهند (التي كانت تشمل ما يعرف الآن باسم باكستان). بنفس الطريقة المفردات الأساسية في اللغة الإنجليزية تطورت من الإنجليزية القديمة (الأنجلوسكسونية)، بل أن يشمل عددا كبيرا من الكلمات المستعارة عن الفرنسية وغيرها من اللغات (والتي غالبا ما تغير النطق بشكل طبيعي بحيث تصبح أسهل بالنسبة للمتحدثين باللغة الإنجليزية لينطقوها)، ما يمكن أن يسمى الهندوستانية يمكن أن يقال أن تطورت من السنسكريتية في حين أن الاقتراض الفارسي والعديد من الكلمات العربية على مر السنين، وتغيير اللفظ (وغالبا حتى المعاني) من تلك الكلمات. هذه عادة ما تكون مصنوعة من الكلمات أسهل بالنسبة للمتحدثين الهندوستانية للفظها، وأيضا أكثر متعة من الأصوات الأصلي الخشنة. ولذلك، هي اللغة الهندوستانية حيث أنها تطورت عضويا مثلهم مثل العديد من اللغات الأخرى في العالم.
تحدث لغويا، وستاندرد الهندية هو شكل من أشكال لهجاتهم العامية الهندوستانية، مع أقل استخدام للكلمات المستعارة باللغتين العربية والفارسية، في حين أن وراثة مفرداتها رسميا من السنسكريتية ؛ الأوردو القياسية هو أيضا شكل من أشكال الهندوستانية، دي - السنسكريتية، مع جزء كبير من المفردات الرسمية تتكون من الكلمات المستعارة من الفارسية والعربية. الفرق، بالتالي في المفردات، وليس بنية اللغة.
الفرق هو أيضا الاجتماعي اللغوي : عندما يتحدث الناس الهندوستانية (على سبيل المثال، عندما كانوا يتحدثون بالعامية) المتكلمين الذين هم من المسلمين وعادة ما يقولون إنهم يتحدثون اللغة الأردية، والذين هم من الهندوس وعادة ما يقولون إنهم يتحدث الهندية، على الرغم من أنهم تحدث أساسا في لغة واحدة.
السجلين توحيدا لهجاتهم—الأردية والهندية—حتى أصبحت راسخة في لغات مستقلة في كثير من الأحيان أن القوميين، وكلاهما من المسلمين والهندوس، ادعوا بأن الاوردية والهندية كانت دائما لغات مستقلة. كانت هناك بعض الملاحظات على أن الهندية «موحدة تماما» بما يكفي لجعله جزئيا غير مفهومة لكثير من الناس المتكلمين بالهندية.

## نشاطها في مجال البرمجيات
وجانج اليومية / وقت كانت أول صحيفة بالأوردو رقمياً تنضيدها في ماستاليك بواسطة الكمبيوتر. هناك جهود جارية لوضع تطور وتسهيل الاستعمال الأوردو على أجهزة الكمبيوتر والإنترنت. في أيامنا هذه، كلها تقريباً الأوردو الصحف، والمجلات، والدوريات وتتكون على أجهزة الكمبيوتر عبر مختلف البرامج الأوردو البرمجيات، والأكثر انتشاراً منها هو حزمة انباج النشر المكتبي. مايكروسوفت شملت باللغة الاردية جميع الإصدارات الجديدة من ويندوز على حد سواء ويندوز فيستا ومايكروسوفت أوفيس 2007 متوفرة في اللغة الأوردية من خلال حزمة واجهة  الدعم. وأضافت مايكروسوفت المدقق اللغوي للغة الأردية منذ إصدار حزمة 2010.

## وصلات خارجية
- الللغة الأردية: النشأة والتاريخ
- والسنوية للدراسات الأردية : الأوردو منحة دراسية في اللغة الإنجليزية—برنامج مواطنو الدول أخبار
- دليل للغة الأوردو، بي بي سي
- القلم ريسرچ لائبريري -- اردو كي ايك ہزار نادر وباياب كتابيں
- الخطوط الأوردو الكتاب في ويكيبيديا
- التاريخ والمعلومات عن اللغة الأوردية
- أكبر الأوردو الأدب الإنترنت والخطوط الكلاسيكية
- Mutakallim -- مجانا الأوردو حديثه البرمجيات، وباكستان
- لغة السلطة الوطنية، وباكستان
- Phansy الغار، الأوردو أون لاين لعبة الجلاد
- الأوردو بار هو البرنامج المساعد / إعادة الشراء لمتصفحات الويب (إنترنت اكسبلورر وفايرفوكس) تسهل للمستخدم على شبكة الإنترنت / سيرفر لنوع الأوردو النص على صفحات الويب.
- منتدى الأوردو
- الأوردو أخبار وآراء ويغطي الموقع خصيصا الأوردو الشعراء والأدب
- الأوردو أخبار من الولايات المتحدة وكندا والمملكة المتحدة
- الأوردو صحف ومجلات
- الأوردو غرفة الأخبار
- UrduNigarUnicode -- مجانا الأوردو محرر النص البرمجيات
- الأوردو الصحافة في الهند—برنامج مواطنو الدول أخبار
- UrduWiki والقراءة والكتابة الأوردو على الويب
- ناوا - الإلكترونية الإسلام، الأوردو الأخبار ورقة.

### قواميس
- ترتیب وڈیزائننگ ایم پی خاؿ اردولشکری زبان(نص بسيط)
- بلاتس، جون ت قاموسا من الأردية والهندية الكلاسيكية، واللغة الإنجليزية. لندن : ملحق ألين وشركاه، 1884.
- شكسبير، وجون. قاموس، الهندوستانية والإنجليزية. 3rd الطبعة، وجيش التحرير الوطني بكثير. لندن : مطبوع للكاتب من قبل جى كوكس والابن : مباعة من قبل Parbury، ألين، وشركاه، 1834.
- تحميل كامل للغة الأوردو أو الإنجليزية الرومانية الهندية القاموس، حرر، للتحرير، 24000 كلمة، الأوردو النصي
- الأوردو اللغات الإنجليزية لقاموس لغة الأوردو
- الأوردو إلى الإنجليزية قاموس لغة الأوردو إلى الإنجليزية قاموس
- الإنجليزية للغة الأوردو إلى قاموس للغة الإنجليزية
- الإنجليزية للغة الأوردو إلى قاموس للغة الإنجليزية
- الإنجليزية للغة الأوردو إلى قاموس للغة الإنجليزية
- الإنترنت الأوردو قاموس اللغة الإنجليزية